# Heure en Corée du Sud
 (juin 2023).
La mise en forme du texte ne suit pas les recommandations de Wikipédia : il faut le « wikifier ».
Les points d'amélioration suivants sont les cas les plus fréquents. Le détail des points à revoir est peut-être précisé sur la page de discussion.
- Les titres sont pré-formatés par le logiciel. Ils ne sont ni en capitales, ni en gras.
- Le texte ne doit pas être écrit en capitales (les noms de famille non plus), ni en gras, ni en italique, ni en « petit »…
- Le gras n'est utilisé que pour surligner le titre de l'article dans l'introduction, une seule fois.
- L'italique est rarement utilisé : mots en langue étrangère, titres d'œuvres, noms de bateaux, etc.
- Les citations ne sont pas en italique mais en corps de texte normal. Elles sont entourées par des guillemets français : « et ».
- Les listes à puces sont à éviter, des paragraphes rédigés étant largement préférés. Les tableaux sont à réserver à la présentation de données structurées (résultats, etc.).
- Les appels de note de bas de page (petits chiffres en exposant, introduits par l'outil «  Source ») sont à placer entre la fin de phrase et le point final[comme ça].
- Les liens internes (vers d'autres articles de Wikipédia) sont à choisir avec parcimonie. Créez des liens vers des articles approfondissant le sujet. Les termes génériques sans rapport avec le sujet sont à éviter, ainsi que les répétitions de liens vers un même terme.
- Les liens externes sont à placer uniquement dans une section « Liens externes », à la fin de l'article. Ces liens sont à choisir avec parcimonie suivant les règles définies. Si un lien sert de source à l'article, son insertion dans le texte est à faire par les notes de bas de page.
- La présentation des références doit suivre les conventions bibliographiques. Il est recommandé d'utiliser les modèles {{Ouvrage}}, {{Chapitre}}, {{Article}}, {{Lien web}} et/ou {{Bibliographie}}. Le mode d'édition visuel peut mettre en forme automatiquement les références.
- Insérer une infobox (cadre d'informations à droite) n'est pas obligatoire pour parachever la mise en page.

Pour une aide détaillée, merci de consulter Aide:Wikification.
Si vous pensez que ces points ont été résolus, vous pouvez retirer ce bandeau et améliorer la mise en forme d'un autre article.
La Corée du Sud a un fuseau horaire, Korea Standard Time (UTC+09:00), qui est abrégé KST,. La Corée du Sud n'observe actuellement pas l'heure d'été, mais l'a expérimentée pendant les Jeux olympiques d'été de 1988 à Séoul,.

## Histoire
En 1434, l'inventeur Jang Yeong-sil a développé la première horloge hydrolique automatique de Corée, que le roi Sejong a adaptée en tant que chronométreur standard de Corée. On pense que les Coréens utilisaient des horloges hydrauliques pour mesurer le temps avant même cette invention, mais il n'y a pas de preuves concrètes. En 1437, Jang Yeong-sil, avec Jeong Cho, créa un cadran solaire en forme de bol appelé l'angbu ilgu (hangeul : 앙부일구), que le roi Sejong avait placé en public pour que n'importe qui puisse l'utiliser.
Géographiquement, les parties occidentales de la Corée, y compris la capitale sud-coréenne, Séoul, sont UTC+08:00. En 1908, l'empire coréen a adopté une heure standard qui était 8 1⁄2 heures d'avance sur GMT, UTC+08:30. En 1912, pendant l'occupation japonaise de la Corée, le gouverneur général de Corée a changé l'heure standard en UTC+09:00 pour s'aligner sur l'heure standard du Japon. Cependant, en 1954, le gouvernement sud-coréen sous le président Syngman Rhee a ramené l'heure standard à UTC+08:30. Puis, en 1961, sous le gouvernement militaire du président Park Chung-hee, l'heure standard est revenue à UTC+09:00 à nouveau.
Afin d'accommoder les téléspectateurs américains, la Corée du Sud a observé l'heure d'été (UTC+10:00) lorsque Séoul a accueilli les Jeux olympiques d'été de 1988. Le changement d'heure d'une heure signifiait que beaucoup d'événements diurnes pouvaient être diffusés en direct depuis la Corée du Sud aux heures de grande écoute sur la côte est des États-Unis.
La Corée du Nord utilise également l'heure normale de Corée. D'août 2015 à mai 2018, la Corée du Nord a modifié son fuseau horaire en UTC+08:30, un fuseau horaire connu sous le nom d'heure normale de Pyongyang, mais le changement a été aboli pour promouvoir l'unité coréenne,.

## Base de données des fuseaux horaires IANA
La database des fuseaux horaires IANA possède un fuseau pour la Corée du Sud dans le registre zone.tab, intitulé Asia/Seoul.